# Vend

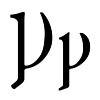
Maiuscola vend (sinistra), minuscola vend (destra)

Vend è una lettera adoperata per la scrittura su manoscritto della lingua norrena. Fu usata per rappresentare il suono /u/, /v/ e /w/.
È correlata, e probabilmente derivata, dalla lettera antico inglese wynn (nell'alfabeto runico ᚹ e successivamente nell'alfabeto latino (Ƿ ƿ)), con la differenza che l'arco è aperto nella parte superiore e, non essendo connesso all'asta verticale, la fa assomigliare alla lettera Y. Viene solitamente sostituita da v oppure da u in molte scritture.